# Порудзе
Порудзе (пол. Porudzie) — село в Польщі, у гміні Садове Опатовського повіту Свентокшиського воєводства.
Населення — 153 особи (2011).
У 1975-1998 роках село належало до Тарнобжезького воєводства.

## Демографія
Демографічна структура на день 31 березня 2011 року:
|          | Загалом | Допрацездатний вік | Працездатний вік | Постпрацездатний вік |
| -------- | ------- | ------------------ | ---------------- | -------------------- |
| Чоловіки | 74      | 11                 | 50               | 13                   |
| Жінки    | 79      | 9                  | 48               | 22                   |
| Разом    | 153     | 20                 | 98               | 35                   |